# Gerhard von Jork
Gerhard von Jork (XIII secolo – XIV secolo) fu Gran Maestro dell'Ordine di Livonia, in carica dal 1309 al 1322. Secondo alcuni, la carica di guida dell’Ordine gli sarebbe già stata nel 1307.

## Biografia
La famiglia di Gerhard era probabilmente originaria di Jork, vicino a Stade: a metà del XIII secolo, questa si trasferì nel Meclemburgo, dove servirono i duchi locali.
Nel 1298, Jork potrebbe essere stato prigioniero presso Saaremaa: nel 1305 fu commendatore presso Viljandi.
Nel 1309 (o nel 1307), divenne Gran Maestro dell’Ordine di Livonia. Concluse la guerra civile di Livonia, conquistando tutti i territori dell'isola di Saaremaa e di Haapsalu, appartenenti alla Diocesi di Ösel-Wiek. Infine, la città di Riga venne sottoposta all'Ordine e l'Arcivescovo non poté più premere per il vassallaggio dell'Ordine. Isarno Morlane, Vescovo di Ösel-Wiek, lasciò l’odierna Lettonia e si ritirò in Italia come Vescovo di Salerno.
Il Landmeister dell'Ordine di Livonia, ottenne dei rinforzi dall'Ordine Teutonico di Prussia. Queste, affidate ai dettami di von Jork, si diressero verso Pskov e la accerchiarono: dopo averla catturata, la saccheggiarono ottenendo un enorme bottino. I russi furono costretti ad accettare la pace. Durante il mandato di von Jork, furono costruiti il castello di Mežotne in Semgallia e molti altri edifici difensivi.
Nel 1318, partecipò ad un negoziato con il Papa ad Avignone con il Gran maestro dell'Ordine teutonico Karl von Trier, con cui si crearono delle frizioni tra lui e l'Ordine Livoniano. Nel 1322, rinunciò al suo incarico e operò in sua vece per due anni il cavaliere e fino ad allora vice-maestro Konrad Kesselhut e poi non si hanno più notizie di lui.